# Molitorov (zámek)
Molitorov je zámek ve stejnojmenné vesnici u Kouřimi v okrese Kolín. Založen byl nejspíše v polovině sedmnáctého století jako součást hospodářského dvora. Dochovaná podoba je výsledkem přestavby z konce osmnáctého století a úprav podle návrhu Dušana Jurkoviče z počátku dvacátého století. Zámek je od roku 1965 chráněn jako kulturní památka.

## Historie
První písemná zmínka o dvoru Molitorov se nachází v berní rule z roku 1654. Součástí dvora nejspíše byla obytná budova, která byla později přestavěna na zámek. Vlastníkem tehdy byl Jiří Molitor z Mühlfeldu. Ve druhé polovině osmnáctého století dvůr patřil kouřimskému měšťanu Karlu Perwolfovi, od něhož jej v roce 1789 koupil hrabě František Karel z Cavriani, který zastával funkci hejtmana Kouřimského kraje. Cavriani nechal na místě původního sídla postavit pozdně barokní (nebo klasicistní) zámek. Dalším majitelem se stalo město Kolín, které Molitorov prodalo roku 1838 Rafaleovi Veselému. Na zámku se mj. narodil roku 1877 jeho vnuk, pozdější významný chemik Vítězslav Veselý. Podobu interiérů a v menší míře i fasád ovlivnil další Rafaelův vnuk Jaroslav Veselý, který zámek v letech 1908–1911 upravil podle projektu architekta Dušana Jurkoviče. Rodině Veselých potom zámek patřil až do roku 1948, kdy byl znárodněn. Mezi lety 1950 a 1991 v zámku sídlilo zemědělské učiliště. Poté se v jeho vlastnictví vystřídalo několik majitelů, až jej v roce 2004 koupila Radka Cosmi a zahájila rekonstrukci budovy.

## Stavební podoba
Zámek tvoří dvoukřídlá budova, na kterou navazují další tři stavení s hospodářskou funkcí. Během Jurkovičovy přestavby byly upraveny fasády, postaven balkón na nádvorním průčelí obou křídel a k severnímu průčelí přistavěna prosklená veranda. Větší změny proběhly v interiérech, které byly vyzdobeny ve stylu českého a moravského lidového umění. K památkově chráněnému areálu patří také domek zahradníka, ohradní zeď, hospodářská budova a park.